# トリックスターズ
『トリックスターズ』は、久住四季のライトノベルである。電撃文庫（メディアワークス）より2005年6月から2007年5月にかけて全6巻が刊行（イラスト：甘塩コメコ）された後、改稿されメディアワークス文庫より2016年1月から2016年3月まで全6巻が刊行された（表紙イラスト：竹中）。

## ストーリー
主人公である天乃原周（あまのはらあまね）が騙り手として物語は進み、舞台である城翠大学（じょうすいだいがく）で一人の魔術師と出会い様々な事件に巻き込まれていく。

## 用語
魔学
魔術を研究し、開発する学問。その性格上、先進国であればあるほど浸透しにくいとされる。日本での認識率は最低。「魔学は音楽である。」とされるほど似通った点が多い。れっきとした学問なので、確固とした理論が存在するとされる。魔法陣や魔器の正しい使い方、典礼や儀式などの、正しい進め方等を研究する隠秘学。心霊、精神など、不可視の超自然的根源に干渉し、仕組みを研究する神智学。森羅万象を形作る物質の変化、反応を、制御、統制、研究する錬金学の3分野に分かれる。ほかのどんな学問よりリアルかつ、ロジカルである。1643年に魔学は一度滅びたとされるが、19世紀になって魔学の復興運動が始まった。
OZ（オズ）
正式名称は、order of the Zenith（天頂の結社）。ヘキサエメロンの管理・統制を行っている。世界に数十カ国の同盟国を持つ。
城翠大学魔学部
魔学の研究や勉強を行う日本で唯一の魔学機関。天乃原周らが所属。
喫茶店ベイカー
天乃原周や佐杏冴奈が良く通う喫茶店。
魔術師
魔学者が開発した魔術を、演術する者のこと。才能の名前とされる。人間には感知できない音を発し、振動によって、世界に影響を与える。現在では公式に六人しか存在せず、旧約聖書創世記から「天地創造の六日間」ヘキサエメロンと称される。魔学が三分野に分かれているため、魔術師もいずれかひとつの分野を得意とするらしい。
増幅器（アンプ）
正式名称アンプリファイア。魔術師が、演術した魔法を増幅させる機器。これがなければ魔術師はほとんどの魔術を演術できない
魔器（インスト）
正式名称インストメルト。魔学者等が開発した機器。物質を消滅させるなど、様々な効果をもつ。増幅器も含む。
神聖騎士団（ホーリーオーダーズ）
16世紀の魔女狩りの際、各国の教会で独自に編成された騎士団。鎧のかわりに法衣を纏い、国内護教を目的とする。力で魔術師や、異端宗教者を断罪することを許された。本作で有名なものとしては、フランス王国教会、神殿騎士団（テンプルきしだん）、イギリス国教会、巡礼騎士団（ピルグリムきしだん）、ドイツ帝国教会、仮面騎士団（ペルソナきしだん）があげられるとされる。
術譜（スコア）
魔術を演術するときに使用。発するべき音が示されている。
『不可能命題』（ロスト・タスク）
魔学は17世紀に一度滅亡しており、19世紀に復興運動が起きたが、その際にいくつかの魔術が失われてしまった。その課題のことを指す。治癒・読心（現代視）など。

## 登場人物
佐杏冴奈（さきょうしいな）
本作の主人公。城翠大学客員教授。一人称は「俺」。ヘキサエメロン・ザ・シックススで最高の実力を持つとされており、その演術力・観察力・洞察力は人の比ではない。快楽主義者で世の全てを面白いか否かで判断する嗜好を持つ。大のゲーム好きで、周に言わせると「ゲームのためならどんな労力も辞さない」らしい。
薬歌玲によって城翠大に招かれる。また、魔術師になる前の職業は「怪盗」「泥棒」であった。自身の左耳につけていたチェーンピアスは幻の魔器「ルメルシエの水晶」である。が、一巻のアレイスター・クロウリー三世の事件後ヒビが入ってしまったため廃棄。
性別は版によって異なり、電撃文庫版では女性、メディアワークス文庫版では男性。このためか冴奈がメインとなる本作表紙も、鮮やかな色調の電撃文庫版、青褪めたモノクローム調のメディアワークス文庫版とバージョンによって一変している。
天乃原周（あまのはらあまね）
本作のもう一人の主人公。城翠大学魔学部1年。一人称は「ぼく」。医学部の推薦を蹴り、魔学部に入学。本作の騙り手。父は幼少の頃に既に他界しているが、その後母は再婚。性格は非常に達観的であり、午沼千里曰く「いつも超然としていて、俗世間から一線引いており、面白そうでも自分には無関係と考える」性格らしい。
アレイスター・クロウリー3世
ヘキサエメロンの三番目（ヘキサエメロン・ザ・サード）。20世紀最高の魔術師であるアレイスター・クロウリーの子孫。『過去視』と呼ばれる魔術が得意で、相手の過去を覗き、その情報をもとに相手に『偽装』することで完璧に相手に成り切る事が出来る。
本名はアレイスター・アルトリーチェ・クロウリー。ヘキサエメロン・ザ・シックスの魔術師認定式典の直後、自宅の屋敷を護衛50人のオズを巻き添えにして行方を眩ますと共にオズを脱会。その際、オズが封印していた「パラケルススの魔剣」を奪取する。あらゆる物語の舞台裏の中心に存在する人物である。
三嘉村凛々子（みかむらりりこ）
城翠大学魔学部1年。その名前に合わず、明るくやさしい性格で、誰とでも友達になれる。周の親友である。
在真氷魚（ありざねひお）
城翠大学魔学部1年。凛々子の親友である。性格はいつも落ち着いていて、冷酷だが、周にいわせると「無理にそうしている」らしい。『不可能命題』（ロスト・タスク）を復活させるのが夢。冴奈のチャラチャラしたところが嫌いらしい。
扇谷いみな（おうぎがやついみな）
城翠大学魔学部1年。凛々子の親友。ビジュアル系バンド『喪ノ黒夢』（モノクローム）の大ファン。いつもゴスロリの服装をしているが、口絵の中で一回だけ、ロリータの格好をしたことがある。推理小説研究会所属。
作中で彼女が書いている小説に『トリックスターズ』シリーズ、通称『トリスタ』『トリL』などがある。
酒匂理恵（さこうりえ）
凛々子の親友。凛々子とはまた違う明るさを持つ。人にあだ名をよくつける。城翠大学魔学部1年。
午沼千里（ひぬまちさと）
凛々子の親友。この6人の中で1番の美人。城翠大学魔学部1年。
手鞠坂幸二（てまりざかこうじ）
周の悪友。茶髪、耳にピアスという不良の格好をしている。女好き。高校時代に水泳をしていたため引き締まった体をしている。喫茶店『ベイカー』に勤務しており、医学部に所属している。『トリックスターズD』では、物語を紐解くためのある重要な要素を持つこととなる。
薬歌玲（くすこれい）
城翠大学理事長。本名クスコ・レイ・ロア。ロア家の人間で、優秀な魔学者である。城翠大学に、魔学部を設置した張本人。
サイモン・L・スミスクライン
ヘキサエメロンの五番目（ヘキサエメロン・ザ・フィフス）であると同時に、優れた魔学者。幼少期に飛行機事故に遭い、その際『不可能命題』であるはずの『治癒』を演術したことで魔術師として目覚める。
ジュノー・L・スミスクライン
サイモンの妹。幼少期に起きた飛行機事故によって下半身付随になった兄を献身的に介護し、兄妹の繋がりは非常に強い。
蓮見曜子（はすみようこ）
推理小説研究会次期会長。城翠大学教授、蓮見幸三を父にもつ。冷静な思考を持ち、三巻で棟内に閉じ込められたときでも一番落ち着いていた。
小比類まき（こひるいまき）
城翠大学魔学部2年。推理小説研究会所属。魔学にやたらと詳しい。ゴシックの服を好む。
衣笠　偵史郎（きぬがさていしろう）
城翠大学文学部2年。推理小説研究会所属。自称『名探偵』。
宮野　亜子（みやのあこ）
城翠大学文学部2年。推理小説研究会所属。通称『みゃー子』。
アマネ
黒猫。冴奈の使い魔。

## 登場した魔術一覧
偽装（ぎそう）
魔術の対象の見た目を変える魔術。科学的に調べても、まずばれない。しかしDNA情報などはできず、あくまで外観のみである。
探査（たんさ）
直筆文書、髪の毛など、相手の体の一部などを媒介として、相手の居場所を突き止める魔術。
結界（けっかい）
ある一定の領域に特殊な陣を張る。様々な効果があり、例えばその結界内に誰かが侵入した時は即座に演術者は知る事が出来る。
治癒（ちゆ）
『不可能命題』。細胞を活性化させ、傷や病の治療を行う。ジュノー・L・スミスクラインのみが演術可能。
蘇生（そせい）
『不可能命題』。体組織に干渉。細胞を活性化させ、死者を蘇らせる魔術。
再生（さいせい）
一から生命を作り出す魔術。他にも過去の光景を映像として再現する魔術がある。論理上死者すらも復活可能だが、成功例が現代ではなく、過去に演術を試みた魔術師がボローニャ魔術研究所で実験を行った結果阿鼻叫喚の大惨事を引き起こしてしまう。『死者復活の場合』（ケースオブリバース）と呼ばれる。ケースオブリバースは、『不可能命題』。
召喚（しょうかん）
悪魔等を呼び出すのではなく、概念を呼び出す魔術。主な例として「忘却」「消滅」「混乱」「七つの大罪」などが挙げられる。
暗示（あんじ）
相手に記憶を植え付けたり、封印する魔術。
未来視
確定した未来を知る魔術。これは演術力だけではなく、さらに一歩踏み込んだ才能が必要とされ、ヘキサエメロン・ザ・ファーストであるリンドヴェル・メイザースのみ演術可能とされている。
過去視
相手の過去を知る魔術。アレイスター・クロウリー三世が得意とする。
元素干渉
元素に干渉し、物体の形状を変化させたりする魔術。佐杏冴奈が得意とする。
使役（しえき）
使い魔を移動させたり、動作をさせる魔術。
同調
共振作用を利用して、聴覚の同調などを行う魔術。人間に行った場合この魔術を通じて相手の状態がわかる。ただし、視覚の『同調』は『不可能命題』。

## これまで登場した魔器、アンプ一覧
ルメルシエの水晶（増幅器）
中世魔学最盛期に練成されたもの。現代では失われた矛盾回路（メビウス回路）を持ち、論理上無限大の増幅を行うことのできる魔器。佐杏冴奈が所持していたが、クロウリー三世との最初の対決時に天乃原周に渡されるが、凛々子を助ける際に無理な増幅をしてしまい、壊れてしまう。
パラケルススの魔剣（魔器）
超次消去魔器。存在を定義する超次記号（アカシツクレコード）に干渉し、物体を消滅させる。アレイスター・クロウリー三世が所持。不可視の剣で柄の部分しか存在しない。
アンダルシアの炉（魔器）
53年、ハイネス錬金協会が、蛇とモルモットを掛け合わせた、キメラの製造に使用。未発見と思われる。
ジャネの壷（魔器）
825年、トランシルヴァニア王立魔学アカデミーが、人造人間(ホムンクルス)の胚製造に使用。未発見とおもわれる。
カナリーの寝台（魔器）
ボヘミア宮廷にて、錬金系魔術師ツィートーが、死者蘇生実験の際使用。
ヴァリアンテの棺
アンダルシアの炉、ジャネの壷、カナリーの寝台のこれらすべての魔器を一つの魔器としてみる考え方。アレイスター・クロウリーが所持している可能性があるとサイモンがいっていた。この考えから、中世三大論争の一つ『賢者の石存在論』まで発展した。
ロセッティの写本（魔器）
概念召喚魔器。魔学最盛期の16世紀に、隠秘学の大家、アグリッパ・フォン・ネッテスハイムの一番弟子、ミヒャエル・ロセッティが製造したといわれる魔器。本作に登場するのは、その複製。小比類まきが所持。そもそもオリジナルのものは、全72冊という膨大な数量を誇る魔器で、1冊ごとに召喚できる概念がきまっている。その中には、キリスト教における七つの大罪及び、七つの美徳にも数えられる概念を召喚する巻もあったとされる。しかし、それも、17世紀の魔学滅亡の際、多くが失われ、現存は11冊のみで、大英博物館が所蔵。
クロウリーの銀星（増幅器）
初代アレイスター・クロウリーが制作。宝石を散りばめた指輪の形状をとる。かつてはアレイスター・クロウリー三世が所持していたが、城翠祭最終日に天乃原周に譲られた。

## 既刊一覧

### 電撃文庫版
- 久住四季（著）・甘塩コメコ（イラスト）、メディアワークス〈電撃文庫〉、全6巻
  - 『トリックスターズ』、2005年6月10日発売[1]、ISBN 978-4840230643
  - 『トリックスターズL』、2005年11月10日発売[2]、ISBN 978-4840232128
  - 『トリックスターズD』、2006年4月10日発売[3]、ISBN 978-4840233910
  - 『トリックスターズM』、2006年8月10日発売[4]、ISBN 978-4840235259
  - 『トリックスターズC PART1』、2007年4月10日発売[5]、ISBN 978-4840238076
  - 『トリックスターズC PART2』、2007年5月10日発売[6]、ISBN 978-4840238502

### メディアワークス文庫版
- 久住四季（著）・竹中（表紙イラスト）、KADOKAWA〈メディアワークス文庫〉、全6巻
  - 『トリックスターズ』、2016年1月23日発売[7]、ISBN 978-4048656726
  - 『トリックスターズL』、2016年1月23日発売[8]、ISBN 978-4048656702
  - 『トリックスターズD』、2016年2月25日発売[9]、ISBN 978-4840233910
  - 『トリックスターズM』、2016年2月25日発売[10]、ISBN 978-4840235259
  - 『トリックスターズC PART1』、2016年3月25日発売[11]、ISBN 978-4048656672
  - 『トリックスターズC PART2』、2016年3月25日発売[12]、ISBN 978-4048656689

### 短編小説
- トリックスターズ 彼女たちの花言葉（電撃hp vol.41） - メディアワークス文庫版『トリックスターズM』に収録